# Alphonse Dain

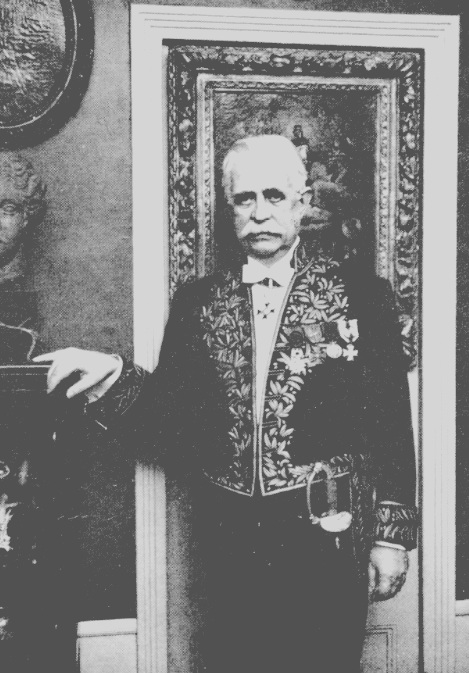
Alphonse Dain

Marie-Alphonse Dain (* 3. April 1896 in Chavignon, Département Aisne; † 10. Juli 1964 in Paris) war ein französischer Gräzist, Byzantinist, Paläograph und Kodikologe.

## Leben
Dain besuchte Schulen in Chauny und in Soissons, beides Orte in der Nähe seines Geburtsortes Chavignon in Nordfrankreich. Während des Ersten Weltkriegs diente Dain zunächst als Offizier in einer Infanterie-Einheit, dann auf eigenen Wunsch aus Gewissensgründen als Aufklärer in der Luftwaffe, um nur für die eigene Person verantwortlich zu sein. Nach zwei Abschüssen wurde er mit dem Croix de guerre mit Palme und der Ehrenlegion ausgezeichnet. 
Der Beginn seiner Studien war durch den Krieg hinausgezögert worden. Er studierte von 1922 bis 1924 als Schüler von Paul Mazon (1874–1955) und Émile Bourguet (1868–1939) Klassische Philologie an der Sorbonne, bei Étienne Michon (1865–1939), Edmond Pottier  und Alfred Merlin an der École du Louvre, dann nach der Licence bei Alexandre Marie Desrousseaux (1861–1955) an der École pratique des hautes études. 1926 konnte er die Agrégation de lettres erwerben. 
Von 1922 an war er bereits zugleich Assistant de grec, von 1938 Professor für griechische Sprache und Literatur und von 1954 bis 1964 Dekan der Faculté des Lettres am Institut catholique de Paris. 
Von 1928 bis 1932 war er Suppléant für Desrousseaux, von 1929 an Lehrbeauftragter für Übungen in griechischer Paläographie am Lehrstuhl von Henri Lebègue, von 1932 an Maître de conférences, von 1942 an Directeur d’études in griechischer Paläographie an der École pratique des Hautes Études.
Mit einer thèse zur Textgeschichte des Ailianos Taktikos wurde er 1946 zum Docteur ès lettres promoviert. Während des Zweiten Weltkriegs schloss er sich aktiv der Résistance an und wurde mit der Médaille de la Résistance ausgezeichnet sowie für militärische Verdienste zum Offizier der Légion d’honneur ernannt.
Seit seiner Jugend war Dain Mitglied der Association pour l’encouragement des études grecques en France, von 1946 bis 1953 ihr Generalsekretär und 1955 ihr Präsident, sowie Mitglied der Société des Études latines, deren Vorsitzender er 1949 war. 
Er war zugleich Mitglied der Association Guillaume Budé, seit 1944 deren Generalsekretär und seit 1955 deren stellvertretender Vorsitzender sowie Herausgeber der Collection des Universités de France im Verlag Les Belles Lettres. Er setzte für diese Editionsreihe neue Maßstäbe in der kritischen Textedition (Kollation der Handschriften, Erstellung eines Stemmas, vollständiger Apparat).
Von 1949 bis 1962 war er Secrétaire exécutif der Association Internationale des Études Byzantines, 1962 deren Vice-président.
Zudem war er Gründungsmitglied der Fédération Internationale des Associations d’Études Classiques, deren erster Kongress 1950 in Paris von ihm organisiert wurde, und membre libre résidant der Académie des inscriptions et belles-lettres (gewählt am 21. Dezember 1962, ernannt am 31. Januar 1963).
Außerdem war er Leiter des Katalogs der griechischen Handschriften der Bibliothèque nationale de France und vom Minister ernanntes Mitglied des Conseil supérieur de l'Éducation nationale.

## Forschung
Dain zeichnete sich durch seine Arbeiten zur griechischen Handschriftenkunde (Paläographie) und Wissenschaft vom handgeschriebenen Buch, dem Codex (Kodikologie) aus. Er gilt als einer der Begründer der Kodikologie in Frankreich und als Schöpfer des Begriffs Kodikologie, der in seinem paläographischen Hauptwerk Les Manuscrits von 1949 erscheint. Seine Spezialgebiete waren die byzantinischen Militärschriftsteller (Onesandros, Heron von Byzanz, Sylloge Tacticorum, Nikephoros Uranos, Ailianos Taktikos, Leon VI., Aineias Taktikos) und Rechtsgelehrten. Er edierte auch das attizistische Lexikon Philetairos, das wohl fälschlicherweise Ailios Herodianos zugeschrieben wurde.
Zu seinen frühen Arbeiten zählen Editionen der Inschriften des Musée du Louvre und des Musée du Bardo.
Zusammen mit Paul Mazon gab er die dreibändige Sophokles-Ausgabe der Collection Budé heraus. Er war auch an der Edition der griechischen Anthologie in derselben Reihe an zwei Bänden als Übersetzer beziehungsweise postumer Herausgeber beteiligt. 
Dain erstellte zudem eine Grammatik, eine Morphologie, eine Metrik des Griechischen und verfasste eine Arbeit zur griechischen Stilistik sowie zu den Satzarten im Griechischen.

## Schriften (Auswahl)
Schriftenverzeichnis
- Marie-Alphonse Dain: Titres et travaux de Marie-Alphonse Dain. Paris-Limoges 1958; Bontemps, Limoges 1963.

Monographien zur Textgeschichte
- Les manuscrits d'Onésandros. Les Belles Lettres, Paris 1930. – Rez. von Jean-René Vieillefond, in: Revue des Études Grecques 44, 1931, S. 433–434, (online).
- La tradition du texte d'Héron de Byzance. Les Belles Lettres, Paris 1933. – Rez. von Felix Peeters, in: Revue belge de philologie et d'histoire 14, 1935, S. 465–468, (online).
- Le Corpus perditum. Paris 1939. – Rez. von: Venance Grumel, in: Échos d’Orient 39, 1941, S. 521–524, (online).[1]
- La collection florentine des tacticiens grecs. Essai sur une entreprise philologique de la Renaissance. Paris 1940. – Rez. von: Venance Grumel, in: Échos d'Orient 39, 1941, S. 521–524, (online).
- Histoire du texte d'Élien le Tacticien, des origines à la fin du Moyen Âge. Les Belles Lettres, Paris 1946 (thèse de doctorat). – Rez. von: Jules Labarbe, in: Revue belge de philologie et d'histoire 27, 1949, S. 171–172, (online).
- Les manuscrits. Les Belles Lettres, Paris 1949, zweite Auflage 1964.

Griechische Grammatik, Metrik und Stilistik
- Leçon sur la stylistique grecque. A. Bontemps, Paris, Lyon 1941.
- Leçon sur la métrique grecque. (Bontemps, Limoges) 1944.
- Les types de phrase en grec. 1952.
- mit Jules-Albert De Foucault et Pierre Poulain: Précis de morphologie grecque. De Gigord, Paris 1957.
- Traité de métrique grecque. Klincksieck, Paris 1965. – Rez. von: François Lasserre, in: L'Antiquité classique 34, 1965, S. 629–633, (online).
- Éloi Ragon: Grammaire grecque. Entièrement refondue … par Alphonse Dain, Jules-Albert De Foucault et Pierre Poulain. De Gigord, Paris 1952. – Vierzigste, überarbeitete Auflage von: Éloi Ragon, Grammaire grecque. De Gigord, Paris 1889. – Rez. von: Venance Grumel, in: Revue des études byzantines 12, 1954, S. 239–240, (online); Maurice Leroy, in: L'Antiquité classique 22, 1953, S. 485–486, (online).

Texteditionen
- Inscriptions grecques du Musée du Louvre. Les textes inédits. Les Belles Lettres, Paris 1933. – Rez. von: Albert Brouwers, in: L'Antiquité classique 3, 1934, S. 542–543, (online).
- Leonis VI Sapientis Problemata. Texte établi par Alphonse Dain. Les Belles Lettres, Paris 1935. – Rez. von: Pierre Costil, in: Revue des Études Grecques 49, 1936, S. 492–493, (online).
- Inscriptions grecques du Musée du Bardo. Bontemps, Limoges 1936.
- La Tactique de Nicéphore Ouranos. Les Belles Lettres, Paris 1937. – Rez. von: René Henry, in: L'Antiquité classique 7, 1938, S. 481–484, (online).
- Sylloge Tacticorum quae olim inedita Leonis tactica dicebatur. Les Belles Lettres, Paris 1938. – Rez. von: René Henry, in: L'Antiquité classique 9, 1940, S. 238–239, (online).
- Anthologie grecque. Tome IV: Anthologie palatine, Livre VII, Épigrammes 1-363. Texte établi par Pierre Waltz, traduit par Alexandre Marie Desrousseaux, Alphonse Dain, Pierre Camelot et Édouard des Places. Les Belles Lettres, Paris 1938, 3e tirage 2002. – Marie Delcourt, in: Revue belge de philologie et d'histoire 18, 1939, S. 991–993, (online).
- L'"Extrait Tactique" tiré de Léon VI le Sage. Champion, Paris 1942 (Bibliothèque de l'Ecole des hautes études. Sciences historiques et philologiques, 284).
- Naumachica, partim adhuc inedita in unum nunc primum congessit et indice auxit Alphonse Dain. Les Belles Lettres, Paris 1943 (Nouvelle Collection de Textes et Documents).
- mit Pierre Noailles: Les Nouvelles de Léon VI le Sage. Texte et traduction. Les Belles Lettres, Paris 1944 (Nouvelle Collection de Textes et Documents). – Rez. von: Henry René, in: L'Antiquité classique 14, 1945, S. 430–432, (online).
- Le Philétaeros attribué à Hérodien. Les Belles Lettres, Paris 1954. – Rez. von: Martin Wittek, in: Scriptorium 10, 1956, S. 332–333.
- Sophocle, Tragédies. Texte établi par Alphonse Dain et traduit par Paul Mazon. Les Belles Lettres, Paris 1955–1960 (Collection des Universités de France). Tome I : Les Trachiniennes. Antigone. 1955, 7e édition revue et corrigée par Jean Irigoin, 1994; Tome II : Ajax. Œdipe Roi. Électre. 1958, 8e tirage revu et corrigé par Jean Irigoin, 1994; Tome III : Philoctète. Œdipe à Colone. 1960, 5e tirage revu et corrigé par Jean Irigoin, 1999.
- Anthologie grecque. Tome VII: Anthologie palatine, Livre IX, Épigrammes 1–358. Texte établi par Pierre Waltz, traduit par Guy Soury. Les Belles Lettres, Paris 1957, 2e tirage 2002. – Nach dem Tod von Pierre Waltz herausgegeben von Alphonse Dain und Charles Astruc. – Rez. von François Jouan, in: Revue belge de philologie et d'histoire 37, 1959, S. 430–432,(online).
- Énée le Tacticien. Poliorcétique. Texte établi par Alphonse Dain, traduit et annoté par Anne-Marie Bon. Les Belles Lettres, Paris 1967 (Collection des Universités de France). – Rez. von: Yvon Garlan, in: Revue des Études Grecques 81, 1968. S. 286–288, (online).